# Tegenpaus Johannes XXIII
Johannes XXIII (ca. 1370 - 22 december 1419), eigenlijk Baldassare Cossa, Balthasar Cossa, was tegenpaus van 1410 tot 1415, in de periode van het Westers Schisma. Hij moet niet verward worden met de latere paus Johannes XXIII.
Johannes XXIII was een Italiaan, afkomstig uit Napels. Aanvankelijk was hij een officier in het leger van paus Bonifatius IX. Pas later werd hij geestelijke. In 1402 werd hij benoemd tot kardinaal. In deze hoedanigheid zat hij het Concilie van Pisa voor (1409), dat bedoeld was de eenheid van de kerk te herstellen. Het concilie zette de pausen van Rome en Avignon af (Gregorius XII resp. Benedictus XIII) en benoemde Alexander V tot nieuwe paus, die zijn residentie te Bologna koos. De afgezette pausen accepteerden de gang van zaken echter niet, zodat er nu drie pausen claimden de rechtmatige paus te zijn.

Wapen van Johannes XXIII

In 1410 volgde Johannes XXIII Alexander V op, die na een pausdom van tien maanden onverwachts overleden was. Er gingen geruchten dat Johannes XXIII hem had vergiftigd, maar dit is nooit bewezen en het is niet duidelijk of in de bewering een kern van waarheid zit, of dat het gerucht door zijn vele (kerk)politieke tegenstanders in de wereld is geholpen om de nieuwe paus zwart te maken. Middeleeuwse historici berichten van ongelooflijke schanddaden van paus Johannes. Hij hield het met de vrouw van zijn broer en leefde met de zuster van de kardinaal van Napels samen. Jonge geestelijken benoemde hij in ruil voor hun liefdesdiensten tot abt van rijke kloosters. Op weg naar het concilie van Konstanz zou hij in Bologna 300 nonnen onteerd hebben in ruil voor een aflaat.
Johannes XXIII besteedde veel aandacht aan de politieke, wereldlijke dimensie van het pausdom. Hij onderhield nauwe betrekkingen met koning Sigismund van Luxemburg. Het was ook Sigismund die Johannes ertoe aanzette het concilie van Konstanz bijeen te roepen (1414-1418). Het concilie had als belangrijkste doel een einde te maken aan de situatie dat de kerk drie pausen kende. Johannes XXIII verwachtte vermoedelijk dat het nieuwe concilie de besluiten van Pisa zou bekrachtigen door Gregorius XXII en Benedictus XIII (die beide niet deelnamen aan het concilie) af te zetten en hem als enige paus te erkennen. Al gauw werd echter duidelijk dat de meeste deelnemers aan het concilie vonden dat alle drie de pausen van dat moment afgezet moesten worden, zodat er een nieuwe paus kon komen die voor alle partijen acceptabel was. Johannes XXIII probeerde zijn positie veilig te stellen door in de nacht van 20 maart 1415 heimelijk van het concilie weg te vluchten. Hij hoopte dat nu er geen paus aanwezig was, het concilie ontbonden zou worden en alles bij het oude zou blijven. Sigismund wist de verwarring echter te bezweren en op 6 april bepaalde het concilie, in lijn met de argumenten van de conciliaristen, dat het concilie ook zonder de aanwezigheid van een paus bevoegd was bindende besluiten te nemen. Johannes XXIII werd daarop achterhaald en gevangengenomen. De andere twee pausen legden onder druk hun ambt neer. Twee jaar later werd Martinus V door het concilie benoemd als nieuwe paus en als zodanig erkend door heel de Westerse kerk.
In 1418, nadat het concilie van Konstanz beëindigd was, gaf Martinus V Johannes XXIII zijn vrijheid terug. Hij benoemde hem tot bisschop en kardinaal van Toscane. Johannes overleed eind 1419, vermoedelijk op 22 december. In de Rooms-Katholieke Kerk is nog lange tijd onduidelijk geweest of Johannes XXIII (en zijn voorganger Alexander V) als paus of als tegenpaus beschouwd moesten worden. In 1958 kwam aan de onduidelijkheid een einde toen Angelo Giuseppe Roncalli als nieuwe paus de naam Johannes XXIII aannam (en niet Johannes XXIV). Daarmee kregen Alexander V en zijn opvolger definitief het predicaat tegenpaus.
Tegenwoordig wordt hij in de Rooms-Katholieke Kerk beschouwd als een tegenpaus.